# Grandezza parziale molare
In termodinamica si definisce grandezza parziale molare del componente i-esimo di una miscela la variazione infinitesima di una grandezza estensiva al variare della quantità di sostanza (misurata in moli) del componente i-esimo stesso, mantenendo costanti la pressione, la temperatura, e la quantità di sostanza degli altri componenti.
In formule:
{\displaystyle {\bar {m}}_{i}={\left({\frac {\partial M}{\partial n_{i}}}\right)}_{T,\,p,\,n_{j\neq i}}}
in cui {\displaystyle {\bar {m}}_{i}} è la grandezza parziale molare del componente i-esimo, {\displaystyle M} è la grandezza estensiva (ad esempio l'entalpia, l'energia di Gibbs o il volume), {\displaystyle n_{i}} è la quantità di sostanza del componente i-esimo, {\displaystyle T} e {\displaystyle p} rappresentano la temperatura e la pressione del sistema e {\displaystyle n_{j\neq i}} è la quantità di sostanza degli altri componenti in miscela.
Alle suddette condizioni di temperatura e pressione costanti, vale anche l'equazione di Gibbs-Duhem:
{\displaystyle \sum x_{i}d{\bar {m}}_{i}=0}
in cui {\displaystyle x_{i}} è la frazione molare del componente i-esimo.
Una grandezza parziale molare fondamentale in termodinamica è il potenziale chimico.

## Grandezze parziali molari e grandezze molari

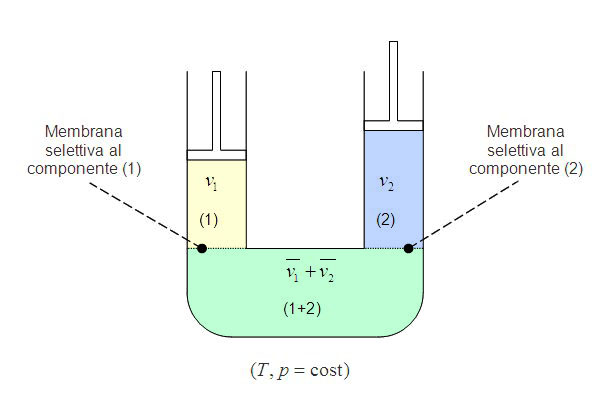
Esperimento utilizzato per mostrare le differenze tra grandezze parziali molari e grandezze molari.

Il valore di una grandezza parziale molare è uguale al valore della grandezza molare corrispondente solo se la miscela è ideale, ovvero se le interazioni che intercorrono tra le molecole di natura differente sono della stessa entità di quelle che si hanno tra molecole della stessa specie chimica.
Per dimostrare quanto detto si può fare uso di un esperimento pensato: si consideri un recipiente in cui sia presente una miscela gassosa composta da due componenti, indicati con (1) e (2).
Il recipiente è comunicante con due compartimenti, separati dalla camera principale da due membrane selettive rispettivamente verso il componente (1) e il componente (2) della miscela.
Il sistema viene mantenuto a temperatura e pressione costante.
Nei compartimenti (1) e (2) i gas occupano i volumi {\displaystyle v_{1}} e {\displaystyle v_{2}}, che sono appunto i volumi molari, mentre nella camera (1+2) la miscela occupa un volume costante, pari a {\displaystyle {\bar {v}}_{1}+{\bar {v}}_{2}}.
Ora agiamo sul primo pistone, in modo che il componente (1) sia completamente in miscela, e misuriamo l'altezza {\displaystyle z_{2}} a cui si porta il secondo pistone, quindi abbassiamo completamente il secondo pistone e misuriamo l'altezza {\displaystyle z_{1}} a cui si è portato il primo.
Se la miscela è ideale, i volumi parziali e i volumi parziali molari coincidono, e le altezze {\displaystyle z_{1}} e {\displaystyle z_{2}} sono uguali. Più spesso succede invece che la miscela è reale, per cui {\displaystyle z_{1}\neq z_{2}}.